# 月城镇 (揭阳市)
月城镇，是中华人民共和国广东省揭阳市揭东区下辖的一个乡镇级行政单位。

## 行政区划
月城镇下辖以下地区：
月城社区、寨内村、棉洋村、篮头村、刘畔村、寮东村、松山村、月南村、西河村、德东村、双河村、赤岸村、玉步头村、新围村和西湖村。